# Sajjid Qutb
Sajjid Qutb (9. října 1906 – 29. srpna 1966) byl egyptský spisovatel, pedagog, básník a vůdce intelektuálů Muslimského bratrstva v padesátých a šedesátých letech 20. století. Původně byl horlivým sekularistou, ale v průběhu času přijal mnohé islamistické názory. Po období studia ve Spojených státech amerických (1948–1950) se stal kritikem západní společnosti, byl přesvědčený o její zkaženosti a zkorumpovanosti. Velký vliv měly jeho spisy, které volaly po revoluci a vytvoření islámského státu a společnosti.

## Dětství
Sajjid Qutb se narodil roku 1906 v obci Múšá v provincii Asijút, která se nachází v horním Egyptě. Jeho rodiče byli hluboce věřící lidé, dostalo se mu přísné výchovy. Jeho otec byl Ibráhím Qutb, zámožný statkář. Matka, Fátima Husajn ʿUthmán, chovala zvláštní náklonnost ke Koránu, kterou předávala i svým potomkům. Sajjid byl nejstarší syn, měl dva bratry a tři sestry. Jeho bratr Muhammad a jeho sestry Ámina a Hamída také psali knihy s islámskou tematikou, všichni byli spolu s bratrem uvězněni roku 1965.
Rané vzdělání Sajjidovi poskytla místní vesnická škola. Už v deseti letech si zapamatoval Korán, hlavně díky své matce. Ve třinácti letech odešel za studiem do Káhiry, kde se mu dostalo sekulárního vzdělání. V této etapě života byl ovlivněn tendencemi Západu, které převládaly ve škole i mezi některými egyptskými intelektuály. V roce 1928 se dostal na islámskou akademii Dár al-ʿulúm, kam docházel i Hasan al-Banná, a v roce 1933 tam získal titul bakaláře. Po studiu se stal profesorem na vysoké škole, poté pracoval na Ministerstvu školství Egypta.

## Studium ve Spojených státech amerických
Ministerstvo ho poslalo do USA, aby tam zkoumal západní metody výuky. Ve Spojených státech amerických pobýval v letech 1948–1950. Působil na Wilson Teachers College ve Wahingtonu, D.C. a Colorado State College v Greeley, kde získal magisterský titul, a též na Stanfordově univerzitě. Cestoval také po významných městech USA a strávil i nějaký čas v Evropě, když se vracel do Egypta.
Qutb vnímal západní společnost negativně, po svém návratu do Egypta publikoval článek s názvem „Amerika, kterou jsem viděl“, kde popisoval své zkušenosti. Na jedné straně obdivoval ekonomické a vědecké úspěchy americké společnosti, ale na druhé straně kritizoval její morální zkaženost. Zejména byl zdrcen velkou podporou státu Izrael ze strany amerických Arabů.

## Návrat do Egypta
Ještě před cestou do Spojených států amerických Sajjid projevoval zájem o učení Muslimských bratří (Al-ichwán al-muslimún), což byla přední egyptská islámská organizace. Společnost měla řadu příznivců a měla politický vliv. V roce 1949 však byla zakázána a mnoho z jejích členů zatčeno po atentátu na egyptského premiéra Mahmúda Fahmí al-Nuqrašího. V roce 1952 se Muslimské bratrstvo spolu s Násirovým Hnutím svobodných důstojníků podíleli na vypuknutí revoluce, která vedla ke svržení egyptské monarchie. Qutb a Muslimské bratrstvo přivítali pád království, protože jej viděli jako neislámské zřízení podřízené britskému imperialismu. Prezidentem nově vyhlášené republiky se prohlásil generál Muhammad Nadžíb. Členové Muslimského bratrstva byli propuštěni z vězení, byl zvolen nový vůdce, protože al-Banná byl zavražděn při násilnostech v roce 1949. Z Qutba, který byl do té doby řadovým členem, se stala jedna z předních postav bratrstva. Stal se jeho intelektuálním vůdcem, vyjadřoval své názory v knihách a mnoha článcích.
Brzy se ukázalo, že původně úspěšná spolupráce mezi Násirem a Muslimským bratrstvem, bude mít krátkého trvání, a sekulární nacionalistická ideologie Násira není slučitelná s islamismem Bratrstva. Muslimské bratrstvo kritizovalo vládní politiku. V roce 1954 po nepovedeném atentátu na Násira, ze kterého bylo bratrstvo podezřelé, bylo 6 jeho členů popraveno a společnost zakázána. Objevila se i domněnka, že tato událost byla vykonstruovaná Násirovými stoupenci a použita jako záminka k odstranění Násirova protivníka Nadžíba, který byl bratrstvem podporován.
Qutb byl mezi zatčenými, byl odsouzen na 15 let odnětí svobody. Ve vězení panovaly špatné podmínky, přesto sepisoval své myšlenky a mimo jiné zde vytvořil dvě ze svých stěžejních děl: Ve stínu Koránu (Qurʾán fí zilál al-qurʾán) a Milníky (Ma‘álim fí t-taríq). Tyto práce představují shrnutí myšlení Qutba, zahrnují jeho radikální antisekulární a anitizápadní tvrzení, interpretace Koránu, islámské historie a sociální a politické problémy Egypta. Škola, inspirující se jeho myšlenkami, je známá jako qutbismus.
Qutb byl propuštěn z vězení na konci roku 1964, ale po necelém roce byl opět uvězněn. Byl obviněn ze spiknutí proti státu a z plánování atentátu proti Násirovi. Dne 29. srpna 1966 byl popraven oběšením. Mnoha muslimy je považován za mučedníka, protože byl odsouzen k trestu smrti stejnou vládou, jejíž legitimitu popřel.

## Myšlenky
Qutb vnímá neislámský systém jako džáhilíju (termín používaný pro Arábii před příchodem islámu). Džáhilíja je neznalost božského vedení, lidé uctívají některé lidi, protože jsou dominantní. Taková situace panovala před vznikem islámu. Kritizoval Západ, Sovětský svaz i Násirovu vládu, protože se podle něj neřídili božím vedením. Podle něj jsou tyto režimy v podstatě stejné, protože ignorují Boha. Muslim nemůže veřejně žít podle své víry, musí žít ve lži. V západní společnosti by podle něj muselo dojít k nevyhnutelnému konfliktu mezi požadavky od vlády a závazkům vůči Bohu. Zatímco v islámské společnosti se žije skutečným životem, podle božích zásad. Podle něj se muslimský svět vrátil k předislámské ignoranci, kde neplatilo právo šarí´a. V důsledku toho jsou všechny státy muslimského světa neislámské, a tedy nelegitimní, včetně jeho rodného Egypta.
Podle Qutba nemá džáhilíje negativní vliv jen na jednotlivce, ale též ničí společnost jako celek. Vláda ovlivňuje zvyky, hodnoty, myšlenky a celkový společenský řád. Byl proti sekularismu. Qutb tvrdil, že společnosti na celém světě oddělily víru od praktického života. Tento stav se postupně rozšířil ze Západu. Prezentuje islám jako komplexní systém. Qutb viděl velkou hrozbu v Židech navzdory jejich malému počtu. Obviňoval je z konspirací vůči islámu.

## Politická filozofie
Všechny jeho myšlenky se soustředí na islám. Islám dává ucelený soubor pravidel, morálky, práv a správy věcí veřejných. Nepodporuje ani demokratický, ani diktátorský systém, ideální systém je podle něj bez vládců, kdy člověk není podřízen jinému člověku. Ve své době především bojoval vůči arabskému nacionalismu Násira, který přinesl vlnu mučení a zatýkání.
V džihádu viděl prostředek k dosažení nastolení islámského práva. Vlády na celém světě by měly být svrženy a společnost postavena na muslimských základech. Popisuje džihád nejen jako defenzivní prvek, ve smyslu obrany islámu. Mluvil i o útočném džihádu. Například ve své knize "Milníky na cestě" obhajuje džihád mečem a kritizuje pojetí džihádu jen jako obranného boje.
„Každý, kdo trochu pokročilejším způsobem chápe povahu tohoto náboženství, rovněž snadno pochopí, nevyhnutelnost dynamického vystoupení islámu v podobě džihádu mečem, který se má uplatnit kromě přesvědčovacího džihádu, a následně pochopí, že islám není „obranné hnutí“ v úzkém slova smyslu, jak se dnes interpretuje. Toto úzké pojetí a „obranná válka“ jsou islámu připisovány těmi, kdo jsou poraženi pod tlakem okolností a vystavováni lstivým útokům orientalistů, kteří hnutí islámského džihádu vykreslují jako prostředek, který odjakživa slouží jen k obraně. Bylo to však hnutí, jež mělo vypuknout, aby nastolilo skutečnou svobodu s využitím zdrojů v souladu s aktuální situací. Mělo své etapy, přičemž v každé z nich užívalo určitých prostředků.“
 Sajjid Qutb: Milníky na cestě – kapitola Džihád za Boha
Muslimové podle něj mají od Boha právo převzít politikou moc a nastolit Boží řád na zemi, a to i silou, vedením aktivního džihádu – tímto způsobem by muslimové dle Qutbova názoru měli postupovat i vůči společenstvím, která proti nim žádnou činnost nevyvíjejí.
„Muže se stát, že nepřátelé islámu mohou považovat za prospěšné nevyvíjet proti němu žádnou činnost, pokud se islám spokojí s tím, že je ponechá v jejich oblastních geografických hranicích, aby tam mohli pokračovat v ovládání člověka člověkem, a nebude rozšiřovat svou zvěst a všeobecně osvobozeneckou deklaraci uvnitř sféry jejich vlivu. Ale islám s takovým příměřím nemůže souhlasit a bude s nimi vést aktivní džihád, dokud se tito nepodřídí jeho autoritě a nebudou platit daň z hlavy, která je zárukou, že otevřeli dveře vyznání islámu a nebudou klást žádné materiální překážky prostřednictvím státní moci.
Toto je podstata tohoto náboženství a to je jeho funkce, protože je to všeobecná deklarace panování Boha nad všehomírem a osvobození člověka od poddanství vůči komukoli jinému než Bohu.“
 Sajjid Qutb: Milníky na cestě – kapitola Džihád za Boha

## Dílo
- Ma‘álim fí t-tarík (Milníky) – nejznámější
- Fí zilál al-kurʾán (Ve stínu Koránu, 1954) – komentář ke Koránu
- Tifl min al-karja (Dítě z vesnice, 1946)
- Al-ʿadála al-idžtimáʿijja fí l-Islám (Sociální spravedlnost v islámu, 1949)
- Maʿarakat al-islám wa-l-raʾsumalijja (Bitva mezi islámem a kapitalismem, 1951)
- As-salám al-ʿálamí wa-l-Islám (Světový mír a islám, 1951)
- Dirását islámijja (Islámská studia, 1953)
- Al-islám wa muškilát al-hadára (islám a problémy civilizace, 1954)
- Al-atjáf al-arbaʿa (Čtyři zjevení, 1967)